# 俺の彼女はヒトでなし
『俺の彼女はヒトでなし』（おれのつれはヒトでなし）は、パソコンゲームソフト会社・みなとそふとの姉妹ブランド・ホエールから2010年12月24日に発売されたアダルトゲームである。ホエール第1作。
9月 - 11月ごろの地方都市・海山市 を舞台として、普通の人間である主人公と、人間ではない人外のヒロインの恋愛を描く。作中、しばしばみなとそふとの過去作品に出てきた地名や用語が出てくるほか、メタフィクションな表現が度々登場する。

## あらすじ
とある地方都市、海山市。写真撮影が趣味のごく平凡な少年である主人公の佐伯悠真は、両親が息子を置いて数年間海外に出かけるレベルの放任主義者であることから実質上の独り暮らしを送る一方、隣人かつヤクザの娘でもある幼なじみの英盟依、アホの親友の浅葱久仁彦、なぜかゴスロリファッションの男勝りなクラスメートの少女の美作アリス、ミステリアスな少女の小暮憂陽たちと共に、穏やかな日常を送っていた。
ある日の満月の夜に町を歩いていた悠真は、ぶつかっただけで首や関節があらぬ方向へ曲がる少女、いきなり血を吸ってくる吸血鬼の少女、頭に獣耳が生えたアリス、なぜか体が透けて透明になる少女と立て続けに出くわす。すべての超常現象からひたすら目をそむけ、逃げ回った果てに通っている花房学園の屋上に駆け込んだ悠真の目の前には、掃除機にまたがって空を飛ぶ幼なじみの盟依の姿があった。

## ゲームシステム
おれつれシステム
ヒロインとの関係は 学友⇒相棒⇒彼女（つれ）とステップアップする。各ヒロインには初期好感度はパーセンテージで設定されており、ヒロインの好感度を上げる選択肢を選ぶとパーセンテージが上がっていく。ヒロインの分岐は学園祭を誰と回るかにより決められる。好感度が100%以外の時は、好感度が高くても失敗する可能性がある。その際は学園祭の朝から始めれば再抽選となる。

## 開発

### 背景
みなとそふと設立から4年、代表であるタカヒロは自分以外のクリエイターの育成を考えはじめ、若手の育成を目的としてホエールを立ち上げた。
タカヒロは以前から自分を補佐してきた雪月陽花に作品を手がける機会を与えたいと思い、雪月が『真剣で私に恋しなさい！』のサポートをうまく果たしたことを認めたうえで、雪月にブランドを任せた。

### 企画
本作の構想は以前から存在しており、『真剣で私に恋しなさい！』の 開発終了後に企画として始動した。
タイトルのとおり、本作は「人間ではない女の子たち」との恋愛をテーマにしており、普通とは少し異なる恋愛の楽しさをプレイヤーに味わってもらうべく、恋愛の要素が強めに出された。

### 制作
シナリオライターの雪月陽花は、師匠であるタカヒロから「ゲーム画面は常に見ている人に刺激を与え続けるもの」というアドバイスを基にした、演出やシナリオの執筆方法を意識した。
また、『つよきす』や『真剣で私に恋しなさい！』のスタイルも継承されており、キャラクターの動きを出すために、両手を前面に出すといった非汎用的なポーズもあえて取り入れられた。
タカヒロはGame-Styleとのインタビューの中で、アリスのポーズや燈の空気属性といった発想は自分にはできなかったと振り返っている。

### キャラクター設定
盟依は主人公に対して一途な幼馴染という設定だが、『真剣で私に恋しなさい！』に登場する同様のキャラクターとの個別化を図るため、様々な知略をもって主人公に近づくタイプの人物として設定された。
タカヒロはGame-Styleとのインタビューの中で、体験版のHシーンで極道の娘という設定を活かすことができたと振り返っている。
また、盟依は着やせするという設定もあり、Hシーンは胸を使ったものが多く用いられた。
タカヒロは盟依の使い魔を白馬に設定した理由について、「色々と考えまして、一般的なネコとかカラスだとインパクトが弱いなと思いまして、だったらでかくしてしまおうと。普通の使い魔は女の子の肩とかに乗ってるものですが、逆にヒロインが乗ると面白いかなと思いまして。」とインタビューの中で述べている。
日向はクールぶった甘えん坊であると同時に、根性で吸血鬼の弱点を克服したキャラクターとして設定された。
アリスの衣装は企画の時点から決まっており、盟依の和装と対にするため、ゴスロリが選ばれた。また、アリスはギャップが前面に押し出されたキャラクターでもあり、衣装の設定も意外性を出す一環の一つでもある。
アリスのルートは、普通の人間と一緒にいられる時間の少なさをテーマとしたストーリーであり、個別ルートの中でも最大のシナリオ量となった。
衣緒は突っ込み役として作られたキャラクターであり、タカヒロは考え方自体は人間に近いとしたうえで、ヒロインの属性が最もよく表れていて気に入っているとインタビューの中で述べている。
また、衣緒はだれに対しても無愛想な態度をとったりケンカを売るキャラクターとして設定された。
衣緒と日向が衝突する場面を多くした理由について、タカヒロは「キャラクター同士の繋がりというのは見せたかった部分です。でも、みんな仲良しじゃ味気ないので、いがみ合う関係を作りたいと思ったときに目に付いたのが日向と衣緒でした。」と述べており、「鉄くずに変えてやる」といった人外らしさを醸し出すセリフを出せたと振り返っている。

## キャラクター

### 主人公
佐伯 悠真（さえき ゆうま）
主人公。華房学園二年。趣味は風景写真。両親が海外にいるため、自炊しており、創作料理部の副部長を務めている。基本的にはツッコミ役だが、巻きこまれ気味。口調は少々悪いが、たまたま見掛けた他地域ナンバーの事故車を地元民と一緒に駅前のガソリンスタンドまで押してあげるなど、決して根は悪い人間でない。あえて一眼レフカメラでなく、フィルム代がかからず編集が容易なデジタルカメラを愛用しており、就寝前によく弄っている。

### ヒロイン
英 盟依（はなぶさ ちかえ）
声：九条信乃
人外属性：魔女（魔法使い）
物語の初めから既に、悠真に熱い想いを注ぎ続けている幼馴染みの少女。髪型はロングヘアー。毎朝主人公に無許可で玄関の施錠を解除して、侵入しては朝食と称して炭化した物体を食べさせようとするのが日課。学園二年。日向からのあだ名はメイちゃん、父や使い魔からの呼び名はチカ。主人公宅の隣の和風豪邸に住む。実家は地元の有力なヤクザである「華房組」であるためか、私服は常に和服（着物）を着ている。移動手段は掃除機で、これにまたがって空中を飛行する。若干ストーカー気質であり、主人公の部屋に来客（特に女性）があるたび部屋に突入する。
言葉に出した願いが叶う「お嬢の憂慮」という魔法と似て非なる特技があり、盟依の発した願いを周囲の誰か（主に華房組の組員）が気を利かせて行っている。ただし、だいたいのことは盟依自身で解決しているため、使用頻度は低い。何事も完璧にこなせるが 料理だけは苦手で、火を扱うものならその場にある全てのものを焼き尽くしてしまうほどであり、主人公からは「料理じゃなくて火葬」と評される。好きな食べ物はつなまん。
久世 日向（くぜ ひなた）
声：河合春華
人外属性：吸血鬼（ヴァンパイア）
学園一年。髪型はショートヘアー。ロリキャラ。一見クールな性格の少女だが、実際は寂しがり屋で甘えん坊。あだ名はひなちゃん。
寝る時は棺桶の中で眠り、抱き枕を愛用している。
漫画喫茶でバイトをしている。吸血鬼らしく赤いものを見ると興奮し、タバスコやケチャップなどの赤い辛い物が好物。また「なぜ朝が来るのか」と疑問を抱いているほど朝は苦手。背中に羽を生やして空を飛ぶことができる。
海山市に来る前までの記憶は何度も消去しており、現在の記憶はプロローグの直前あたりかららしい。衣緒と相性が悪く、「ポンコツ」（最初に主人公にぶつかっただけで身体があちこち折れたため）と呼んでしょっちゅうケンカしている。
美作 アリス（みまさか ありす）
声：海原エレナ
人外属性：人狼（ライカンスロープ）
悠真のクラスメイト。幼少時に母親の淑やかにしてほしいという意向を受け、私服としてゴシックロリータを着用しているが、性格は男勝りである。両親はすでに死別しており現在は独り暮らし。夜になると人恋しくなるため主人公宅をよく訪れる。両親がいないこともあってかかなり常識外れな一面を持っており、最初に主人公宅を訪問したさいは、施錠された部屋の窓をぶち破って侵入した。
学年トップの成績を誇り宿題は免除されているが、「自分だけ宿題が出されなかったらずるいと思われる」と日記で書いており、課題が出されたら必ずやる。2年逸見組の組長（クラス委員長に相当）。
狼は通常夜行性であるが、アリスの場合はあくまで人狼であるため昼夜問わず元気に動き回ることができ、戦闘民族を自称している。反面、実は血が苦手。
ベジタリアンであり、タンパク質や脂質は、植物由来のものを摂取しているほか、華房組から借りた畑で野菜を栽培している。
獣の血を引いているためか、寿命は短いが、若い時間が長い。
逸見 衣緒（へんみ いお）
声：北都南
人外属性：アンドロイド（ロボット）
赤いウェーブヘアーで、いつもツンツンしているキツイ性格のロボットの少女。「すぐに腹が減る=燃費が悪い」というつながりから、日向に「ポンコツ」と呼ばれて度々ケンカになる。語尾が他のキャラと比べて特徴的。良くも悪くも純粋であり、思ったことはすぐ口にする。登場時すぐに名乗らなかったため、便宜上の名前として盟依に勝手に「ヤス」（後に「YASU」に変更）と名付けられる。
ヒロインの中ではツッコミキャラだが、周囲に質・量ともにボケが多すぎるのと本人の性格もありいじられキャラと化している。
アンドロイドであるにもかかわらず、電気はまずいからという理由で、飲食物によるエネルギー摂取を優先している。燃費の悪さゆえ、自然と大食い&高カロリーのものを摂取しているものの、ロボットゆえに太らないためクラスの女子には羨ましがられている。
本人曰く、背中に電源スイッチがあるらしい。またHDDが中古品のため、住んでいる海山市以外の街の画像データが入っており、それもあってか容量が少ない。
製作者である総司の妹として主人公のクラスに編入してくる。協力者および名づけ親は盟依。
古座野 燈（こざの あかり）
声：佐々留美子
人外属性：空気（大気）
メインキャラクター中最年長で、悠真からしては先輩（三年生）にあたる。髪型はポニーテール。あだ名は燈先輩・ライト。ヒロイン中唯一料理ができ、自身が部長を務める創作料理部では部の良心かつ癒しキャラという立ち位置を出ている。3年空知組組長。本人は否定しているが、かなりモテるタイプで、試しに主人公が手を握ったり、一緒に食事した際には主人公に男子生徒から激しい敵意が向けられた。
属性が「空気」であるためその場の雰囲気に流されやすく、また、その属性を生かしてなのか空気を読んでみたり読まなかったりの行動や発言をすることがある。いわゆるとてもあいまいな性格（公式HPでの紹介曰くAKY、あえて空気読まないの意）。バレー部に所属していたときの名残りで、語尾に「っす」とつけることが多い。身体を透明にすることが可能で、写真には写らない。

### サブキャラクター
小暮 憂陽（こぐれ ゆうひ）
声：金松由花
属性:人間（？）
悠真のクラスメイト。
ミステリアスな雰囲気を持っている。時として主人公たちに助言をしてくれる。その占いの精度は百発百中。
三隅 律子（みすみ りつこ）
声：篠崎双葉
属性:人間（？）
バレー部に所属していた卒業生。現在は新卒採用の学食の職員であり学食マスターと名乗っているが、彼女が作る料理「日替わりランチ」は分量を計算しないので不味い。盟依を「メイリン」、久仁彦を「レジェンド」など独自のあだ名で呼ぶ。
浅葱 久仁彦（あさぎ くにひこ）
声：秋元駿
悠真と塁のクラスメートで親友。伝説に拘る男。何かにつけて伝説（レジェンド）を作るために、他人が実行しないようなバカなことをするが、基本的に報われない。クラスではバカ扱い、家でも帰宅する前に鍵穴を取り替えられ、しかも新しい鍵をもらえず自宅前で野宿するはめになるなど大変酷い扱いを受けている。会った美少女に片っ端から告白するがもちろん全て玉砕。非常に記憶力が悪く、クラスメートであるアリスにそれとわからず告白した。
通称「枝豆」。
高見沢 累（たかみざわ るい）
声：アンダルシア
悠真と久仁彦のクラスメートで親友。久仁彦から字を累計の「累」ではなく、野球の「塁」だと間違えて覚えられており、「塁（ベース）」というあだ名がつけられている。
真実を拘り、真実を見抜く男。友だち思い。家庭環境が複雑なため、よく主人公宅に食事をしに来る。
逸見 総司（へんみ そうじ）
声：ほうでん亭ガツ
主人公のクラスの担任でマッドサイエンティスト。衣織（IO）の製作者でもあるが、担当教科は国語。偏屈で傲岸不遜な性格だが、盟依には頭が上がらない。主人公を嫌っている様子。
英 瑛重朗（はなぶさ えいじゅうろう）
声：エメリヤーエンコ兵頭
盟依の父親。元は漁師の華房組組長にして花房学園学長。アリスと対等の身体能力を持ち気を飛ばすことができる。養殖モノを毛嫌いしている。趣味は漁業。
ハクト（はくと）
声：矢尾一樹
人外属性：使い魔（馬）
盟依の使い魔で人語を話す白馬。一人称は「ハクト様」。特技は顔芸。かなり厚かましく、初登場時は主人公宅の台所に侵入して勝手に冷蔵庫を漁っていた。実は相当なスケベでもある。

## 用語
海山市（みやまし）
悠真たちが住む地方都市。海山半島の最南端に位置する。かなり田舎の漁師町で漁港(「海山港」。モデルは三崎港）がある港町。鉄道駅（海山駅。駅舎のモデルは三浦海岸駅）はあるものの、駅前まで行かないとガソリンスタンドがない、娯楽施設も少ないなど若干不便。主人公の独白曰く「地元の若者の趣味は自動的に釣りになり、バイタリティのある若者は電車で都会に遊びに行く」土地柄。名物はマグロと大根らしく駅前や町内にオブジェや壁画が設置されている。京都のような景観条例があり、建築物に高さ制限が定められているため、高い建物は少ない。モデルは三浦市。
縦須賀市（たてすかし）
海山の隣りの街。カレーで有名で、街中にカレーの匂いが漂っている。モデルは横須賀市と思われる。
花房学園（はなぶさがくえん）
悠真やヒロインたちが通う男女共学の私立学園。盟依の実家である華房組が運営する。校門は純和風な造りになっており、屋上はテニスコートになっている。主人公の独白曰く学力レベルは底辺。一学年約120名、全校生徒400人程度。職員・生徒共に来るもの拒まずのため、個性的な人間が多い。体育館がライブ仕様になっていたり、学長室が三階にあるなどかなり奇抜な構造になっている。なお将来閉校になった後は福祉施設として使用される予定。
海山市の景観条例に配慮して校舎は高さを抑え横に広い構造になっている。400名程度しかいないにもかかわらず廊下の左右に教室が並んでおり、教室数が無駄に多い。校舎は三つあり、それぞれいろはかるたのごとく「以棟・呂棟・波棟」と名付けられており、渡り廊下でつながっている。各教室はそれぞれ担任教師の名字+組と名付けられている。
逸見ラボ（はやみラボ）
総司の研究室。一般学生は立ち入り禁止だが本来は理科準備室。衣緒が製作された場所で彼女の居室でもある。大量のパソコンが並ぶ。
学食
花房学園の学食。校舎の一棟の三階フロア全体が食堂になっておりかなり広い。窓が大きく海や山の景観を楽しめる。名物はカレー。主人公曰く「日替わりランチを頼まなければ日常生活に支障はきたさない」（逆に頼んでしまうと口から泡を吹くことになる）との事。
創作料理部
悠真やヒロインたちが所属する部活。調理室を部室にしている。部長は燈、副部長が主人公。お互いの秘密を共有（主人公自身には秘密はないが主人公がヒロインたちの正体を知っていることが秘密）するための部活。料理部にしたのは盟依で、本人曰く料理が得意な主人公を配慮してのことらしい。ただしメンバーの中でまともに料理が出来るのは主人公と部長である燈のみ。
華房組（はなぶさぐみ）
盟依の実家。地元の有力ヤクザ。町の娯楽施設（パチンコや麻雀など）の多くを運営しており、華房学園の経営なども行っている。元々の本業は漁師。
公園
町内にある公園。巨大な風力発電の風車があり、町の電力の一部を供給している。
商店街
海山市の駅前付近の商店街。昔ながらの各種専門店が軒を連ねている。
お勤め
花房学園の生徒に課される罰則。遅刻を繰り返したり、成績不振など問題を起こした生徒が対象。内容が沿岸漁業や農作業、マグロ漁船での労働に従事させられるなどハードなものが多く、長い時は半年に渡って従事させられるものもある。
サドンインスピレーション
海山学園で毎日昼休みに行われる恒例行事。昼休みの暇つぶしのために行われる。いわゆる目安箱に入れられた要望を元にディスカッションのようなものを行うもの。実現可能性が高いと見なされたものは
盟依経由で学長に伝えられ、学長の一存で実現する事もある。屋上の開放とソーラーパネルの設置はその実例。
花房祭
花房学園の学園祭だが、やたらと自由度が高く、まさに何でもアリ状態の内容。資金は生徒自らが集めなければならず、場合によっては「ショバ代」や「上納金」を収めなければならないこともある。いわゆるテキ屋に近い。
寒中水泳大会
花房学園で毎年一月に行われるイベントの一つ。男子は強制参加、女子は任意参加になっているが、参加する女子は皆無のため、結局男子しか参加していない。海山港から剣ヶ島までの500mを泳いで渡るもので、毎回大量のリタイア者が出ている(ただし泳ぎきる者も多い）。とある日のサドンインスピレーションの議題に取り上げられた結果、主に依緒と久仁彦が原因で、アリスの鶴の一声によりトライアスロン大会に変更されてしまった。
どるちぇ
日向のバイト先の漫画喫茶。市内に数少ない娯楽施設。盟依曰わく華房組の舎弟である元特攻隊長が経営している。近年流行の個室タイプではなく、どちらかというと図書館や通常の喫茶店に近いテーブル席になっており、木目基調のややファンシーな雰囲気になっているが、日向曰わく「店長が男で接客が女だから(男女どちらにも）対応できる」という理由から性別・年齢問わず多様な客が訪れる。盟依によると蔵書数は約3000冊を誇っており、規模からすると十分過ぎるほど。なぜかつなまんを頼むと料金がタダになり、しかも頼んでもいない料理が大量に運ばれて来るシステムになっている(頼んだ料理も大量に運ばれて来る）。

## スタッフ
- 原画：高苗京鈴
- 企画･シナリオ：雪月陽花

## 主題歌
オープニングテーマ「超越↑↑恋してナイしょ☆メア!!」
作詞：佐倉紗織 / 作曲・編曲：どれちゅ / 歌：あべにゅうぷろじぇくと feat.佐倉紗織&井上みゆ
エンディングテーマ「Ring」
作詞・作曲・編曲：a.k.a.dRESS / 歌：ave;new feat.白沢理恵
挿入歌「Fullmoon Rhapsody」
作詞：辻純更 / 作曲・編曲：上野浩司 / 歌：彩音